# GNU Mailman
GNU Mailman es una aplicación de software del proyecto GNU, que maneja listas de correo electrónico o simplemente listas de correo. Mailman se compone principalmente de código en lenguaje Python actualmente es mantenido por Barry Warsaw. Mailman es software libre, y se distribuye bajo la licencia GNU General Public License.

## Historia
Una primera versión de Mailman escrita por John Viega, mientras estudiaba postgrado, se perdió por un accidente en su disco duro alrededor del año 1998. Ken Manheimer de CNRI, quien estaba buscando un reemplazo para Majordomo, tomó el desarrollo de Mailman. Cuando Ken Manheimer abandono CNRI, Barry Warsaw siguió el desarrollo.

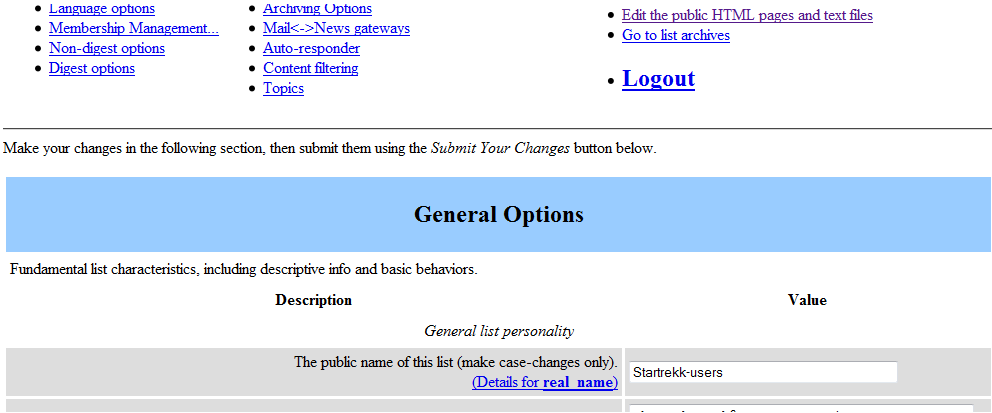
GUI Web de administración para GNU Mailman

## Características
Mailman es software libre para el manejo de listas de discusión electrónicas y listas de noticias. Funciona sobre GNU/Linux y la mayoría de sistemas tipo Unix, requiere Python 2.1.3 o superior. GNU Mailman funciona con sistemas de correo como Postfix, Sendmail y qmail.
Las características incluye:
- Una interfaz Web para la administración de la lista, archivo de mensajes, filtro de correo no deseado.
- Una configurable página de inicio para cada lista de correo.
- Detección de rebote y la manejo automática de direcciones de rebote.
- Integración con filtros de correo no deseado.
- Comandos al estilo de correo no deseado.
- Múltiple administradores de listas.
- Establecer las normas de suscripción basado en remitente y cerrar suscripciones.
- Soporta dominios virtuales.
- Interfaz Web para subscripción y desuscripción. Los usuarios pueden deshabilitar temporalmente sus cuentas, seleccionar los modos de recepción de mensajes, ocultar las direcciones de correo de los suscriptores.